# Bavinkel
Bavinkel is een buurtschap in de gemeente Almelo in de Nederlandse provincie Overijssel. Het ligt ten zuidoosten van Almelo aan de provinciale weg 743 richting Hengelo.
Stad: Almelo      Dorpen: Aadorp · Bornerbroek · Mariaparochie (deels)      Buurtschappen: Tusveld · Bavinkel · Deldenerbroek (deels)

Wijken: Binnenstad · De Riet · Noorderkwartier · Sluitersveld · Wierdensehoek · Nieuwstraat-Kwartier · Ossenkoppelerhoek · Hofkamp · Schelfhorst · Windmolenbroek

Voormalige gemeenten: Ambt Almelo · Stad Almelo

Overijssel · Steden en dorpen in Overijssel      Nederland · Provincies · Gemeenten